# Brême-et-Verden
Pour les articles homonymes, voir Brême (homonymie).
1648 – 1807
Entités précédentes :
- Principauté archiépiscopale de Brême
- Évêché de Verden

Entités suivantes :
- Royaume de Westphalie (1807)
- Royaume de Hanovre (1815)

Les duchés de Brême-et-Verden (en allemand : Herzogtümer Bremen und Fürstentum Verden) est le nom donné à deux États unis du Saint-Empire romain, formé par les anciennes principautés ecclésiastiques de Brême et de Verden sécularisées en vertu des traités de Westphalie en 1648. Ils avaient pour capitale Stade, et comptait 6,684 km² (5,325 km² pour le duché de Brême et 1,359 km² pour la principauté de Verden) correspondant aujourd'hui aux arrondissements de Cuxhaven (sud), Osterholz, Rotenburg, Stade et Verden.

## Histoire
Les principautés ecclésiastiques de Brême et de Verden acquirent l'immédiateté impériale en 1180, et étaient gouvernés par des princes-évêques. À la suite de la guerre de Trente Ans, en 1648, ces deux évêchés furent sécularisés conformément aux dispositions des traités de Westphalie en « duché de Brême » et « principauté de Verden », et furent donnés en fief impérial à la reine Christine de Suède, sauf la ville de Brême qui devint ville libre d'Empire.

Brême-et-Verden au sein de l'Empire suédois.

Bien que ces deux États adjacents fussent depuis gouvernés en union personnelle, et désignés sous le nom collectif de « duchés de Brême-et-Verden » (Herzogtümer Bremen und Verden), ils ne furent jamais formellement réunis et continuèrent, en tant que fiefs immédiats d'Empire, d'envoyer chacun leur représentant à la Diète d'Empire. D'ailleurs, le duché de Brême faisait partie du cercle de Basse-Saxe, tandis que la principauté de Verden faisait partie du cercle du Bas-Rhin-Westphalie.
Pendant la guerre de Scanie, à partir de 1675, les troupes de Brandebourg-Prusse, conjointement avec les forces de la principauté de Lunebourg, de l'évêché de Münster et du royaume de Danemark ont conquis les pays. Néanmoins, avec le traité de Saint-Germain-en-Laye signé le 29 juin 1679, le territoire revint au roi Charles XI. La Suède chercha plusieurs fois à réintégrer la ville libre de Brême dans le duché, mais n'y parvint jamais. Elle perdit finalement Brême-et-Verden pendant de la grande guerre du Nord, lorsque les duchés ont été occupés par le Danemark et revendus au profit des électeurs de Hanovre en 1715, ce qui fut confirmé officiellement par l'empereur Charles VI en 1728.
Le duché de Brême et la principauté de Verden furent incorporés par Napoléon Ier au royaume de Westphalie en 1807, puis à l'Empire français en 1810 où ils formèrent l'arrondissement de Stade dans le département des Bouches-de-l'Elbe, ainsi que quelques cantons dans le département des Bouches-du-Weser.
Le congrès de Vienne en 1815 intégra le duché et la principauté dans le royaume de Hanovre. Ceux-ci était toujours gouvernés en union personnelle, et ne furent formellement réunit qu'en 1823 : ils formèrent alors, avec Hadeln, le bailliage de Stade (Landdrostei Stade), puis le district de Stade (Regierungsbezirk Stade) après que l'administration du Hanovre, incorporé au royaume de Prusse en 1866, eut été adaptée au modèle prussien en 1885. Ce district fut intégré au district de Lunebourg en 1977.

## Ducs de Brême et princes de Verden

### Maison Vasa
- 1648-1654 : Christine, reine de Suède.

### Maison Palatinat-Deux-Ponts
- 1654-1660 : Charles X Gustave, roi de Suède ;-
- 1660-1697 : Charles XI, roi de Suède ;
- 1697-1718 : Charles XII, roi de Suède ;
- 1718-1719 : Ulrique-Éléonore, reine de Suède (réclamant).

### Maison de Hanovre
- 1715-1727 : Georges Ier Louis, roi de Grande-Bretagne et d'Irlande, électeur de Hanovre (réclamant) ;
- 1727-1760 : Georges II Auguste, roi de Grande-Bretagne et d'Irlande, électeur de Hanovre ;
- 1760-1807 : Georges III Guillaume Frédéric, roi de Grande-Bretagne et d'Irlande, électeur puis roi de Hanovre.

Après la dissolution du Saint-Empire en 1806, le titre est obsolète, bien que Georges III, roi de Hanovre à partir de 1815 et son successeur Georges IV le portent jusqu'en 1823.